# Hyundai i20 Coupe WRC
El Hyundai i20 Coupe WRC (anteriormente conocido como Hyundai Nueva Generación i20 WRC) es un World Rally Car construido por Hyundai para su uso en el Campeonato Mundial de Rally a partir de 2017. Se basa en el Hyundai i20 subcompact car, y es el sucesor del Hyundai i20 WRC utilizado entre 2014 y 2015. 
Tres i20 Coupé WRC fueron utilizados en la temporada 2017, conducidos por Thierry Neuville, Hayden Paddon y Dani Sordo. Más adelante en la temporada también contrataron a Andreas Mikkelsen. Neuville obtuvo cuatro victorias y ocho podios, terminando segundo detrás de Sébastien Ogier, campeón vigente que había cambiado de Volkswagen a M-Sport.

## Primeras pruebas y desarrollo
Basado en el modelo de tres puertas del compacto coreano, el recién nacido Hyundai realizó las primeras pruebas en abril de 2016, centrándose principalmente en partes cruciales del motor, como refrigeración, intercoolers y nuevos restrictores de turbina, de mayor diámetro gracias a la nueva regulación técnica. luego, otras pruebas dirigidas a refinar la transmisión y la suspensión.
El desarrollo del automóvil continuó durante toda la temporada de verano, realizando pruebas en asfalto y en tierra y llegando a las especificaciones finales hacia finales de septiembre, con los últimos refinamientos del motor y la aerodinámica, antes de ser sometido al proceso de aprobación de la FIA.

## Especificaciones
El motor es de cuatro cilindros en línea de 1,6 litros con inyección directa, con un diámetro de 83 mm y una carrera de 73,9 mm y está equipado con un turbocompresor con un limitador de admisión de 36 mm; entrega 380 CV a 6.500 rpm y un par máximo de 450 Nm a 5500 rpm. La transmisión es una transmisión de longitud completa con diferencial central hidráulico, mientras que la parte delantera y trasera son mecánicas, caja de cambios secuencial de seis velocidades y embrague cerámico-metálico de doble disco. La suspensión es del tipo MacPherson con amortiguadores ajustables, mientras que el sistema de frenado Brembo está equipado con pinzas de cuatro pistones y discos de cuerda automática con 300 mm de diámetro en tierra y 370 mm en asfalto. El auto monta ruedas de 18 "sobre asfalto y 15" sobre grava y usa neumáticos Michelin.

## Resultados en el Campeonato Mundial de Rallys

### Campeonatos mundiales
| Año  | Título                                                 | Competidor              | Carreras | Victorias | Podios | Puntos |
| ---- | ------------------------------------------------------ | ----------------------- | -------- | --------- | ------ | ------ |
| 2019 | Campeonato Mundial de Rally de la FIA de Constructores | Hyundai Shell Mobis WRT | 39       | 4         | 13     | 380    |
| 2020 | Campeonato Mundial de Rally de la FIA de Constructores | Hyundai Shell Mobis WRT | 21       | 3         | 11     | 241    |

### Rallys ganados
| Temp. | No. | Rally                                      | Superficie | Piloto           | Copiloto          | Equipo                  |
| ----- | --- | ------------------------------------------ | ---------- | ---------------- | ----------------- | ----------------------- |
| 2017  | 1   | 60. Che Guevara Energy Drink Tour de Corse | Asfalto    | Thierry Neuville | Nicolas Gilsoul   | Hyundai Motorsport      |
| 2017  | 2   | 37.º YPF Rally Argentina                   | Tierra     | Thierry Neuville | Nicolas Gilsoul   | Hyundai Motorsport      |
| 2017  | 3   | ORLEN 74. Rajdu Polski                     | Tierra     | Thierry Neuville | Nicolas Gilsoul   | Hyundai Motorsport      |
| 2017  | 4   | 26. Kennards Hire Rally Australia          | Tierra     | Thierry Neuville | Nicolas Gilsoul   | Hyundai Motorsport      |
| 2018  | 5   | 66th Rally Sweden                          | Nieve      | Thierry Neuville | Nicolas Gilsoul   | Hyundai Shell Mobis WRT |
| 2018  | 6   | 52.º Vodafone Rally de Portugal            | Tierra     | Thierry Neuville | Nicolas Gilsoul   | Hyundai Shell Mobis WRT |
| 2018  | 7   | 15º Rally d'Italia Sardegna                | Tierra     | Thierry Neuville | Nicolas Gilsoul   | Hyundai Shell Mobis WRT |
| 2019  | 8   | 62.º CORSICA Linea Tour de Corse           | Asfalto    | Thierry Neuville | Nicolas Gilsoul   | Hyundai Shell Mobis WRT |
| 2019  | 9   | 39.º XION Rally Argentina                  | Tierra     | Thierry Neuville | Nicolas Gilsoul   | Hyundai Shell Mobis WRT |
| 2019  | 10  | 16º Rally d'Italia Sardegna                | Tierra     | Dani Sordo       | Carlos del Barrio | Hyundai Shell Mobis WRT |
| 2019  | 11  | 55° RACC Rally Catalunya — Costa Daurada   | Mixta      | Thierry Neuville | Nicolas Gilsoul   | Hyundai Shell Mobis WRT |
| 2020  | 12  | 88ème Rallye Automobile Monte-Carlo        | Mixta      | Thierry Neuville | Nicolas Gilsoul   | Hyundai Shell Mobis WRT |
| 2020  | 13  | 10. Rally Estonia                          | Tierra     | Ott Tänak        | Martin Järveoja   | Hyundai Shell Mobis WRT |
| 2020  | 14  | 17º Rally d'Italia Sardegna                | Tierra     | Dani Sordo       | Carlos del Barrio | Hyundai Shell Mobis WRT |
| 2021  | 15  | Arctic Rally Finland                       | Nieve      | Ott Tänak        | Martin Järveoja   | Hyundai Shell Mobis WRT |
| 2021  | 16  | 56. Renties Ypres Rally Belgium            | Asfalto    | Thierry Neuville | Martijn Wydaeghe  | Hyundai Shell Mobis WRT |
| 2021  | 17  | 56. RallyRACC Catalunya - Costa Daurada    | Asfalto    | Thierry Neuville | Martijn Wydaeghe  | Hyundai Shell Mobis WRT |

### Resultados completos en el Campeonato Mundial de Rallys
| Año  | Equipo                  | Piloto              | Rondas  | Rondas | Rondas  | Rondas  | Rondas  | Rondas  | Rondas  | Rondas | Rondas  | Rondas  | Rondas  | Rondas | Rondas  | Rondas | Puntos | Pos CMC |
| Año  | Equipo                  | Piloto              | 1       | 2      | 3       | 4       | 5       | 6       | 7       | 8      | 9       | 10      | 11      | 12     | 13      | 14     | Puntos | Pos CMC |
| ---- | ----------------------- | ------------------- | ------- | ------ | ------- | ------- | ------- | ------- | ------- | ------ | ------- | ------- | ------- | ------ | ------- | ------ | ------ | ------- |
| 2017 | Hyundai Motorsport      | Thierry Neuville    | MON 15  | SWE 13 | MEX 3   | FRA 1   | ARG 1   | POR 2   | ITA 3   | POL 1  | FIN 6   | DEU 44  | ESP Ret | GBR 2  | AUS 1   |        | 345    | 2º      |
| 2017 | Hyundai Motorsport      | Dani Sordo          | MON 4   | SWE 4  | MEX 8   | FRA 3   | ARG 8   | POR 3   | ITA 12  | POL 4  | FIN 9   | DEU 34  | ESP 15  | GBR 10 | AUS     |        | 345    | 2º      |
| 2017 | Hyundai Motorsport      | Hayden Paddon       | MON WD  | SWE 7  | MEX 5   | FRA 6   | ARG 6   | POR Ret | ITA Ret | POL 2  | FIN Ret | DEU 8   | ESP     | GBR 8  | AUS 3   |        | 345    | 2º      |
| 2017 | Hyundai Motorsport      | Andreas Mikkelsen   | MON     | SWE    | MEX     | FRA     | ARG     | POR     | ITA     | POL    | FIN     | DEU     | ESP 18  | GBR 4  | AUS 11  |        | 345    | 2º      |
| 2018 | Hyundai Shell Mobis WRT | Thierry Neuville    | MON 5   | SWE 1  | MEX 6   | FRA 3   | ARG 2   | POR 1   | ITA 1   | FIN 9  | GER 2   | TUR 16  | GBR 5   | ESP 4  | AUS Ret |        | 341    | 2º      |
| 2018 | Hyundai Shell Mobis WRT | Andreas Mikkelsen   | MON 13  | SWE 3  | MEX 4   | FRA 7   | ARG 5   | POR 16  | ITA 18  | FIN 10 | GER 6   | TUR 5   | GBR 6   | ESP 10 | AUS 11  |        | 341    | 2º      |
| 2018 | Hyundai Shell Mobis WRT | Dani Sordo          | MON Ret | SWE    | MEX 2   | FRA 4   | ARG 3   | POR 4   | ITA     | FIN    | GER Ret | TUR     | GBR     | ESP 5  | AUS     |        | 341    | 2º      |
| 2018 | Hyundai Shell Mobis WRT | Hayden Paddon       | MON     | SWE 5  | MEX     | FRA     | ARG     | POR Ret | ITA 4   | FIN 4  | GER     | TUR 3   | GBR 7   | ESP    | AUS 2   |        | 341    | 2º      |
| 2019 | Hyundai Shell Mobis WRT | Thierry Neuville    | MON 2   | SWE 3  | MEX 4   | FRA 1   | ARG 1   | CHL Ret | POR 2   | ITA 6  | FIN 6   | GER 4   | TUR 8   | GBR 2  | ESP 1   | AUS C  | 380    | 1º      |
| 2019 | Hyundai Shell Mobis WRT | Andreas Mikkelsen   | MON Ret | SWE 4  | MEX Ret | FRA     | ARG 2   | CHL 7   | POR     | ITA 3  | FIN 4   | GER 6   | TUR 3   | GBR 6  | ESP     | AUS C  | 380    | 1º      |
| 2019 | Hyundai Shell Mobis WRT | Sébastien Loeb      | MON 4   | SWE 7  | MEX     | FRA 8   | ARG     | CHL 3   | POR 20  | ITA    | FIN     | GER     | TUR     | GBR    | ESP 4   | AUS C  | 380    | 1º      |
| 2019 | Hyundai Shell Mobis WRT | Dani Sordo          | MON     | SWE    | MEX 9   | FRA 4   | ARG 6   | CHL     | POR 24  | ITA 1  | FIN     | GER 5   | TUR 5   | GBR    | ESP 3   | AUS C  | 380    | 1º      |
| 2019 | Hyundai Shell Mobis WRT | Craig Breen         | MON     | SWE    | MEX     | FRA     | ARG     | CHL     | POR     | ITA    | FIN 7   | GER     | TUR     | GBR 8  | ESP     | AUS C  | 380    | 1º      |
| 2020 | Hyundai Shell Mobis WRT | Ott Tänak           | MON Ret | SWE 2  | MEX 2   | EST 1   | TUR 17  | ITA 6   | MNZ 2   |        |         |         |         |        |         |        | 241    | 1º      |
| 2020 | Hyundai Shell Mobis WRT | Thierry Neuville    | MON 1   | SWE 6  | MEX 16  | EST Ret | TUR 2   | ITA 2   | MNZ Ret |        |         |         |         |        |         |        | 241    | 1º      |
| 2020 | Hyundai Shell Mobis WRT | Sébastien Loeb      | MON 6   | SWE    | MEX     | EST     | TUR 3   | ITA     | MNZ     |        |         |         |         |        |         |        | 241    | 1º      |
| 2020 | Hyundai Shell Mobis WRT | Craig Breen         | MON     | SWE 7  | MEX     | EST 2   | TUR     | ITA     | MNZ     |        |         |         |         |        |         |        | 241    | 1º      |
| 2020 | Hyundai Shell Mobis WRT | Dani Sordo          | MON     | SWE    | MEX Ret | EST     | TUR     | ITA 1   | MNZ 3   |        |         |         |         |        |         |        | 241    | 1º      |
| 2020 | Hyundai 2C Competition  | Pierre-Louis Loubet | MON     | SWE    | MEX     | EST Ret | TUR Ret | ITA 7   | MNZ     |        |         |         |         |        |         |        | 8      | 4º      |
| 2020 | Hyundai 2C Competition  | Ole Christian Veiby | MON     | SWE    | MEX     | EST     | TUR     | ITA     | MNZ Ret |        |         |         |         |        |         |        | 8      | 4º      |
| 2021 | Hyundai Shell Mobis WRT | Ott Tänak           | MON Ret | ART 1  | CRO 4   | POR 21  | ITA 24  | SAF 3   | EST 31  | BEL 6  | GRE 2   | FIN 2   | ESP Ret | MNZ    |         |        | 462    | 2º      |
| 2021 | Hyundai Shell Mobis WRT | Thierry Neuville    | MON 3   | ART 3  | CRO 3   | POR 36  | ITA 3   | SAF Ret | EST 3   | BEL 1  | GRE 8   | FIN Ret | ESP 1   | MNZ 4  |         |        | 462    | 2º      |
| 2021 | Hyundai Shell Mobis WRT | Dani Sordo          | MON 5   | ART    | CRO     | POR 2   | ITA 17  | SAF 12  | EST     | BEL    | GRE 4   | FIN     | ESP 3   | MNZ 3  |         |        | 462    | 2º      |
| 2021 | Hyundai Shell Mobis WRT | Craig Breen         | MON     | ART 4  | CRO 8   | POR     | ITA     | SAF     | EST 2   | BEL 2  | GRE     | FIN 3   | ESP     | MNZ    |         |        | 462    | 2º      |
| 2021 | Hyundai Shell Mobis WRT | Teemu Suninen       | MON     | ART    | CRO     | POR     | ITA     | SAF     | EST     | BEL    | GRE     | FIN     | ESP     | MNZ 6  |         |        | 462    | 2º      |
| 2021 | Hyundai 2C Competition  | Pierre-Louis Loubet | MON 16  | ART 39 | CRO 29  | POR Ret | ITA Ret | SAF     | EST 7   | BEL 68 | GRE Ret | FIN     | ESP     | MNZ    |         |        | 68     | 4º      |
| 2021 | Hyundai 2C Competition  | Oliver Solberg      | MON     | ART 7  | CRO     | POR     | ITA WD  | SAF Ret | EST     | BEL    | GRE     | FIN     | ESP 7   | MNZ 5  |         |        | 68     | 4º      |
| 2021 | Hyundai 2C Competition  | Nil Solans          | MON     | ART    | CRO     | POR     | ITA     | SAF     | EST     | BEL    | GRE     | FIN     | ESP 8   | MNZ    |         |        | 68     | 4º      |

- * Temporada en curso.